# Сереженков (хутор)
Сереженков — хутор в Калачеевском районе Воронежской области России. Входит в состав городского поселения Калач. По состоянию на 01.01.2023 года в хуторе проживает 1 человек.

## География
Стоит на реке Толучеевка, при автодороге 20К-В24-0.

## Население
| 2010 |
| ---- |
| 1    |

## Инфраструктура
Индивидуальная застройка усадебного типа.
Газифицирован.

## Транспорт
Хутор доступен автотранспортом.